# Maria Swierczewska
Maria Swierczewska ps. „Maryna” (ur. 9 lipca 1925 w Warszawie, zm. 2 września 1944 tamże) – sanitariuszka, instruktorka, uczestniczka powstania warszawskiego w szeregach II plutonu „Alek” 2. kompanii „Rudy” batalionu „Zośka” Armii Krajowej.
Była córką Witolda i Haliny z domu Natanson. Podczas okupacji hitlerowskiej działała w konspiracji. Uczestniczyła m.in. w akcji „Tłuszcz-Urle”, która miała miejsce w nocy z 27 na 28 kwietnia 1944. Wchodziła w skład osobowy 2. drużyny plutonu żeńskiego „Oleńka”. W powstaniu warszawskim 1944 służyła jako sanitariuszka na Woli i Starym Mieście. Zginęła 2 września 1944 w szpitalu powstańczym przy ul. Miodowej 23. Miała 19 lat. Pochowana wraz z plut. Andrzejem Wyganowskim (ps. „Karzeł”) na Powązkach Wojskowych w kwaterach żołnierzy i sanitariuszek batalionu „Zośka” (kwatera A20-3-22). Jej siostra Anna Swierczewska (ps. „Paulinka”) była sanitariuszką w IV plutonie 1. kompanii „Maciek”.

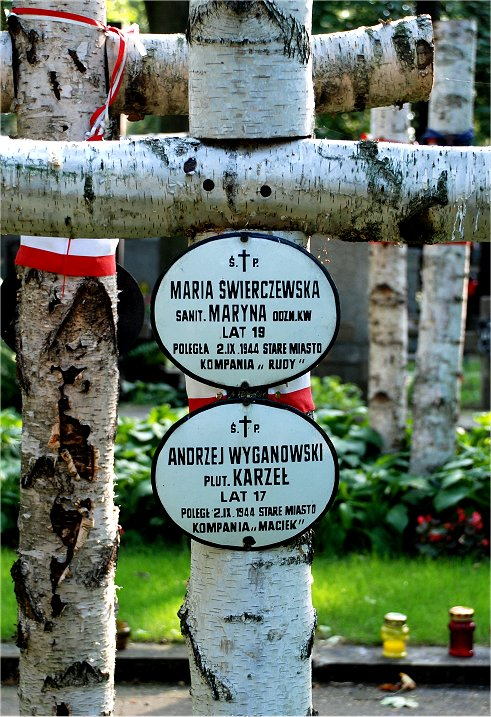
Nad mogiłą na Powązkach

Odznaczona Krzyżem Walecznych.